# Joshua Tarling
Joshua Tarling (Aberaeron, 15 februari 2004) is een Brits wielrenner die anno 2023 rijdt voor INEOS Grenadiers. 

## Carrière
In 2022 won hij goud in de tijdrit op het wereldkampioenschap wielrennen bij de junioren. Één jaar later wist hij te verrassen door nationaal kampioen tijdrijden te worden. Eveneens in 2023 won hij het jongerenklassement in de Ronde van Wallonië en eindigde als tweede in het eindklassement achter ploeggenoot Filippo Ganna. Zijn eerste professionele etappezege behaalde Tarling in de tweede etappe van de Renewi Tour, dit was een tijdrit rond Sluis. Tevens was hij de jongste deelnemer van deze editie van de Renewi Tour, Tarling was ruim een jaar jonger dan Pierre Gautherat. Tarling was destijds 19 jaar en 189 dagen oud, Gautherat was 20 jaar en 219 dagen oud.

## Palmares

### Op de baan
| Jaar        | BK          | EK                                   | WK          | Overige     |             |
| Als belofte | Als belofte | Als belofte                          | Als belofte | Als belofte | Als belofte |
| ----------- | ----------- | ------------------------------------ | ----------- | ----------- | ----------- |
| 2023        |             | ploegenachtervolging · achtervolging |             |             |             |
| Als elite   |             |                                      |             |             |             |
| 2022        | puntenkoers |                                      |             |             |             |

### Op de weg
2021
 Wereldkampioenschap tijdrijden, junioren
2e etappe Internationale Junioren Driedaagse (tijdrit)
2022
1e etappe Tour de Gironde (tijdrit)
Eindklassement Tour de Gironde
2e etappe Trophée Centre Morbihan (tijdrit)
Bergklassement Trophée Centre Morbihan
3e etappe (deel A) LVM Saarland Trofeo (tijdrit)
 Wereldkampioenschap tijdrijden, junioren
Chrono des Nations, junioren
2023
 Nationaal kampioen tijdrijden, elite
Jongerenklassement Ronde van Wallonië
 Wereldkampioenschap tijdrijden, elite
2e etappe Renewi Tour (tijdrit)
 Europees kampioen tijdrijden
2024
1e etappe (ITT) O Gran Camiño
 Nationaal kampioen tijdrijden, elite
2025
2e etappe (ITT) Ronde van de Verenigde Arabische Emiraten
2e etappe (ITT) Ronde van Italië

### Resultaten in voornaamste wedstrijden
| Jaar | Ronde van Italië | Ronde van Frankrijk | Ronde van Spanje |
| ---- | ---------------- | ------------------- | ---------------- |
| 2023 |                  |                     |                  |
| 2024 |                  |                     | opgave           |
| 2025 | opgave (1)       |                     |                  |

| Jaar | Gent-Wevelgem | Ronde van Vlaanderen | Parijs-Roubaix | Amstel Gold Race | Dwars door Vlaanderen | Waalse Pijl |
| ---- | ------------- | -------------------- | -------------- | ---------------- | --------------------- | ----------- |
| 2023 |               |                      | buit.tijd      | opgave           |                       | opgave      |
| 2024 |               | 17e                  | uitgesl.       |                  | 6e                    |             |
| 2025 | 49e           |                      | 52e            |                  | opgave                |             |

### Resultaten in kleinere rondes
| Jaar | Tour Down Under | UAE Tour | Parijs-Nice | Critérium du Dauphiné | Benelux Tour |
| ---- | --------------- | -------- | ----------- | --------------------- | ------------ |
| 2023 |                 | 49e      | opgave      |                       | 114e(1)      |
| 2024 | 55e             |          | 53e         | 46e                   |              |
| 2025 |                 | 21e (1)  | 27e         |                       |              |

(*) tussen haakjes aantal individuele etappeoverwinningen

## Ploegen
- 2023 –  INEOS Grenadiers
- 2024 –  INEOS Grenadiers
- 2025 –  INEOS Grenadiers